# Albert T. Olmstead
Albert T. Olmstead (vollständiger Name Albert Ten Eyck Olmstead, * 23. März 1880 in Troy, New York; † 11. April 1945 in Chicago) war ein US-amerikanischer Assyriologe und Orientalist. Sein Forschungsinteresse galt insbesondere den Achämeniden. Olmstead war Professor für orientalische Geschichte am Oriental Institute der University of Chicago.
Olmstead erlangte 1907 seinen Ph. D. an der Cornell University  in Ithaca, New York, mit einer Arbeit über assyrische Geschichte. In den Jahren 1907/1908 war er einer der drei Teilnehmer der Cornell Expedition to Asia Minor and the Assyro-Babylonian Orient.
Seine 1948 postum erschienene Geschichte des Persischen Reiches schildert die Geschichte Persiens von der entscheidenden Periode der Ausweitung der persischen Herrschaft unter Kyros II. nach Griechenland bis zur Niederbrennung von Persepolis durch  Alexander den Großen zum ersten Mal aus persischer Sicht, statt aus der traditionellen griechischen. Der Autor zeigt, wie Wissenschaft, Literatur, Sprache und Mythen der Alten aus der Vermischung vieler Kulturen erwuchsen und eine Rolle bei der Entstehung unserer eigenen Zivilisation spielten.
Als ein wichtiger Beitrag zur Assyriologie gilt auch seine Geschichte Assyriens.

## Veröffentlichungen (Auswahl)
- Western Asia in the days of Sargon of Assyria, 722–705 B.C. Diss. phil. Ithaca, Lancaster Pa., 1908
- Assyrian Historiography. Columbia, Mo. 1916.
- History of Assyria. New York, London 1923. Nachdruck: University of Chicago Press, Chicago 1951.
- Jesus in the light of history. Scribner, New York 1942.
- History of Palestine and Syria to the Macedonian Conquest. Baker Book House, 1965.
- History of the Persian Empire. Achaemenid Period. Hrsg. George G. Cameron. University of Chicago Press, Chicago, Ill. 1948.